# Смиберт, Джон
Джон Смиберт, также Смайберт (англ. John Smibert, Smybert /ˈsmaɪbət/; 24 марта 1688, Эдинбург, Королевство Шотландия — 2 апреля 1751, Бостон, колония Массачусетс-Бэй, Британская Америка) — шотландский живописец, значительную часть жизни работавший в Бостоне. Портретист, один из основоположников американской национальной школы живописи, в частности — традиции портретного жанра колониального периода.

## Биография
Родился в Эдинбурге 24 марта 1688 года.
Начал рисовать, будучи учеником живописца и штукатура в Эдинбурге. Переехав в Лондон в 1709 году, работал учеником-живописцем и копиистом. В
1713—1716 годах он учился у Готфрида Кнеллера в академии на Грэйт-Квин-стрит, затем снова вернулся в Эдинбург в поисках работы в качестве художника-портретиста.
В 1719 году Смиберт отправился в Италию, где находился по 1722 год, копируя старых мастеров; затем поселился в Лондоне, где работал в качестве портретиста с 1722 по 1728 год. Художник стал членом клуба «Роза и Корона» и сделал эскиз для группового портрета его членов. Среди его лондонских работ — портрет епископа Джорджа Беркли, который в 1728 году уговорил Смиберта сопровождать его в Америку с намерением Беркли стать профессором изобразительного искусства в колледже, который он планировал открыть на Бермудских островах. Колледж, однако, так и не был создан, и Джон Смиберт поселился в Бостоне. Здесь он в 1730 году женился и жил на углу улиц Брэттл-стрит и Коурт-стрит, став членом Шотландского благотворительного общества Бостона.
В 1728 году Смиберт по заказу ирландского баронета Джона Уэйнрайта приступил к написанию так называемой «Бермудской группы» — группового портрета Беркли, его семьи и товарищей (в том числе самого художника) в американском путешествии, в настоящее время находящегося в галерее Йельского университета; законченный уже в Америке, портрет стал напоминанием о неудавшемся замысле епископа. В «Бермудской группе» Смиберт вывел сочетание ренессансной традиции высокой аллегории с современным спросом на жанр, результатом которого стало появление «самого продуманного» группового портрета среди написанных в американских колониях в первой половине XVIII века, послужившего образцом для следующих поколений американских художников.
В 1734 году Смиберт открыл магазин, где продавал краски и принадлежности для живописи, а также гравюры. В своей мастерской над магазином он выставлял копии работ старых мастеров, которые писал в Европе. Эта коллекция, которую биограф Смиберта Ричард Сондерс назвал «Первой художественной галереей Америки», обеспечила бо́льшую часть раннего художественного образования для таких мастеров, как Чарльз Пил, Гилберт Стюарт и Джон Трамбулл.
Между 1740 и 1742 годами Джон Смиберт работал архитектором при создании Фанейл-холла, который он разработал в стиле английского загородного рынка. Здание сгорело в 1761 году, было восстановлено и в 1806 году существенно перестроено Чарльзом Балфинчем.
Умер в Бостоне 2 апреля 1751 года. Был похоронен на городском кладбище Гранари. Его сын Натаниэль также стал художником.

## Галерея
- Портреты
- Портрет епископа Джорджа Беркли с семьёй («Бермудская группа»), 1728–1730
- Джордж Беркли
- Сэмюэль Сьюэлл
- Эдвард Уинслоу
- Томас Хэнкок